# Elamena longidactylis
Elamena longidactylis is een krabbensoort uit de familie van de Hymenosomatidae. De wetenschappelijke naam van de soort is voor het eerst geldig gepubliceerd in 1998 door Yang & Sun.